# Potocki IV
Potocki IV – polski herb hrabiowski, odmiana herbu szlacheckiego Pilawa.

## Opis herbu

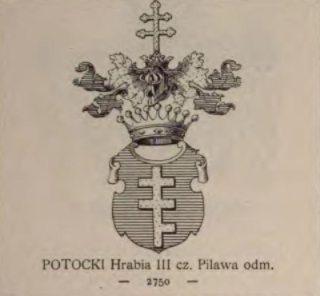
Herb Potocki IV według Juliusza Ostrowskiego, Księga herbowa rodów polskich. Warszawa 1897 r.

### Opis historyczny
Juliusz Ostrowski blazonuje herb następująco:

Odmiana z półtrzecia krzyżem złotym na tarczy na hermie na pamiątkę prymasa Teodora Potockiego.

### Opis współczesny
Opis skonstruowany współcześnie brzmi następująco:
Na tarczy o polu błękitnym półtrzeciakrzyż złoty.
Nad tarczą korona hrabiowska.
W klejnocie krzyż lotaryński.
Labry herbowe błękitne, podbite złote.

## Herbowni
Herb ten był herbem własnym, toteż do jego używania uprawniony jest tylko jeden ród herbownych:
Potocki.